# Hypostilbus griseus
Hypostilbus griseus är en skalbaggsart som beskrevs av Brancsik 1898. Hypostilbus griseus ingår i släktet Hypostilbus och familjen långhorningar.
Artens utbredningsområde är Madagaskar. Inga underarter finns listade i Catalogue of Life.